# Вулиця Академіка Проскури (Харків)
Вулиця Академіка Проскури — основна транспортна магістраль селища Жуковського. Розташована у Київському районі міста. Довжина 1 066 метрів. Починається від Харківського шосе, перетинається з вулицею Вадима Манька, Поздовжньою, Астрономічною та закінчується на перетині проспекту Жуковського та Данилівського узвозу.

## Історія
20.09.1936 року вулицю отримала назву Байдукова.
У 1950-х роках вулицю назвали Радіо. Однак після цього назву (в цілях конспірації місцевого підприємства стратегічного призначення) вирішили поміняти на менш специфічне.
На початку 60-х років вулицю Радіо перейменували на вулицю Мало-Бєлгородську і через кілька років назвали на честь Георгія Федоровича Проскури — академіка НАНУ, вченого в області аерогідродинаміки і гідромашинобудування, учня Миколи Єгоровича Жуковського, засновника і першого завідувача кафедри аеродинаміки ХАІ.

## Об'єкти на вулиці Академіка Проскури

### Освіта
- Національний аерокосмічний університет ім. М. Є. Жуковського «Харківський авіаційний інститут»
- ХЛ № 37
- Комунальний заклад «Харківська спеціалізована школа І-ІІІ ступенів з поглибленим вивченням окремих предметів № 16 Харківської міської ради Харківської області ім. В. Г. Сергєєва»

### Наукові заклади
- Інститут радіофізики та електроніки імені О. Я. Усикова НАН України

### Науково-виробничі організації

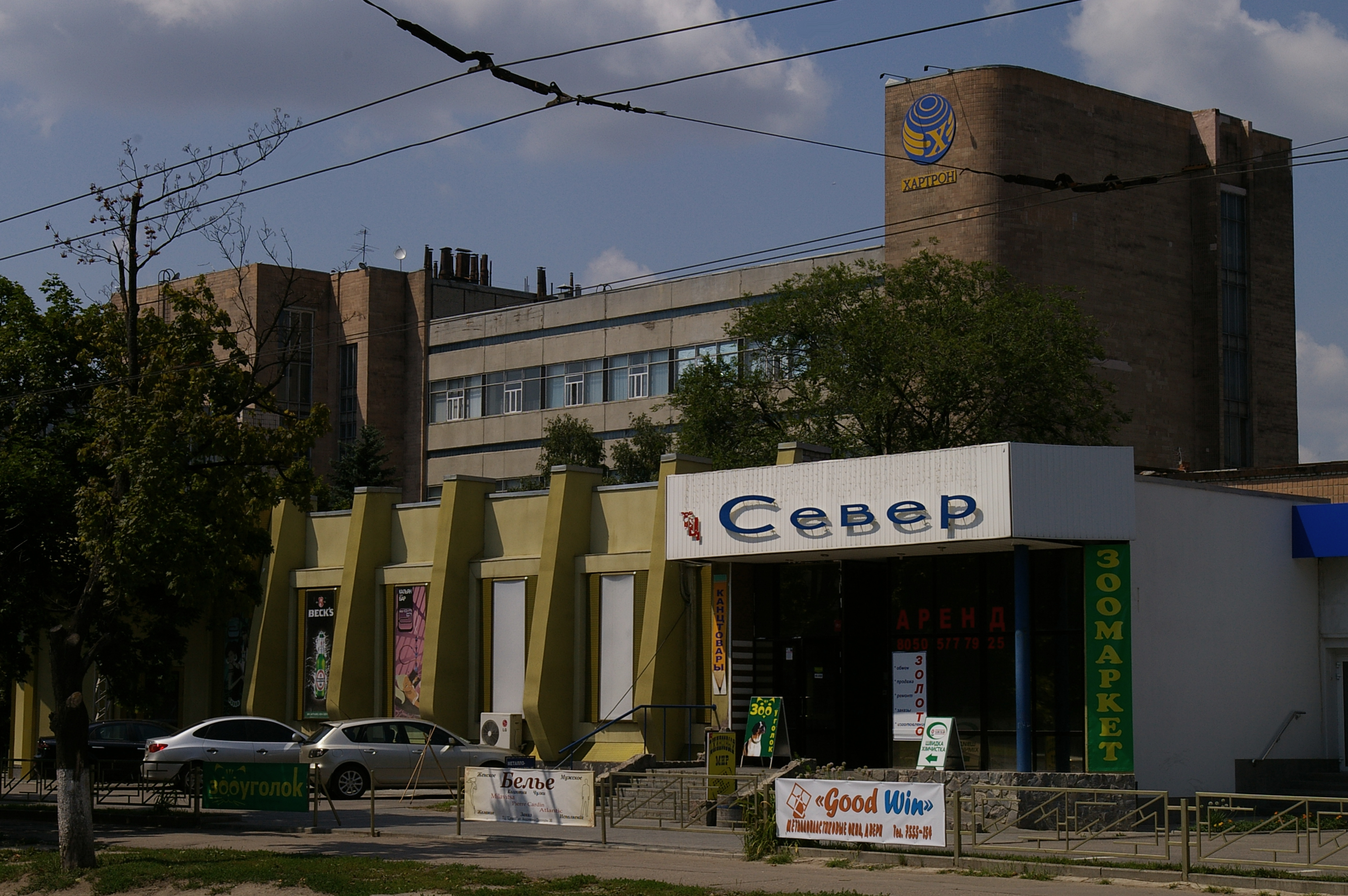

- ХАРТРОН

### Готелі
- Cosmopolit

### Інше
- Пам'ятник М. Є. Жуковському
- Спорткомплекс ХАІ «Манеж»